# Phasia mendesi
Phasia mendesi är en tvåvingeart som beskrevs av Townsend 1938. Phasia mendesi ingår i släktet Phasia och familjen parasitflugor. Inga underarter finns listade i Catalogue of Life.